# Salvius z Amiens
Svatý Salvius z Amiens († asi 625, Amiens) byl biskupem v Amiens.

## Hagiografie

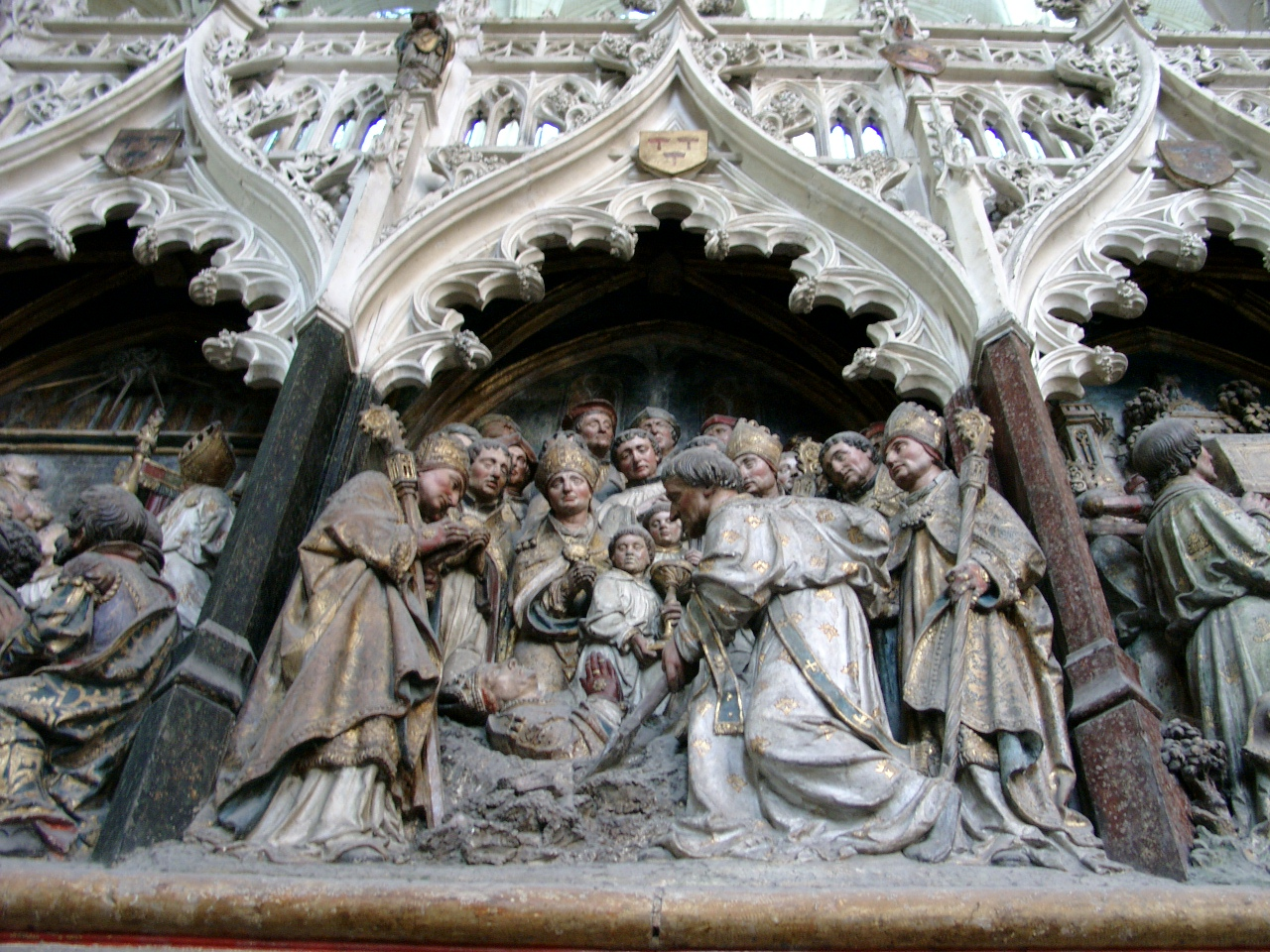
Sv. Salvius z Amiensu nalezl relikvie sv. Firmina; gotický reliéf v chóru katedrály v Amiensu

Narodil pravděpodobně v bohaté rodině v Amiensu.
Od mládí studoval bohosloví a inklinoval k duchovnímu životu. Založil klášter benediktinů Panny Marie v Montreuil, v němž se stal mnichem, a později byl zvolen opatem. Byl přitahován poustevnickým životem v samotě, ale místo toho byl zvolen biskupem v Amiensu. Usilovně cestoval po svém biskupství a snažil se vykořenit poslední zbytky pohanství. 
Jako biskup dal údajně postavit první katedrálu ve městě. Objevil ostatky svatého mučedníka Firmina z Amiensu v Abladène na předměstí Amiensu a přenesl je do katedrály v Amiensu .
Zemřel asi roku 625. Jeho tělo bylo převezeno do Montreuil v diecézi Arras, kde je stále uctíván. Je po něm pojmenováno město Saint-Saulve na severním okraji Valenciennes. Triptych ve farním kostele je zasvěcen svatému Saulvovi, ochránci dobytka a úrody. 

## Kontroverze
V římském martyrologiu jsou tři biskupové toho jména: první byl biskupem v Albi, druhý v Angoulême a třetí v Amiensu, jejich životy bývají navzájem zaměňovány. Platí to rovněž pro jejich vyobrazení, 